# Тачка №19
«Тачка № 19» (англ.  Vehicle 19) — американский боевик режиссёра Мукунды Майкла Дьюила. Съёмки картины проходили в Южной Африке.

## Сюжет
Действие фильма происходит в Южно-Африканской Республике. Главным героем картины является американский гражданин Майкл, который недавно вышел из тюрьмы по условно-досрочному освобождению, оказавшись на свободе, сразу же отправляется в путешествие, чтобы встретиться со своей возлюбленной. Оказавшись в чужом городе, Майкл берёт напрокат автомобиль и уже в дороге обнаруживает, что в машине лежат телефон и пистолет. В замешательстве, он решает бросить автомобиль на свалке, но неожиданно раздаётся звонок. Ему предложено продолжить путь до возможности смены автомобиля. Позже герой находит в багажнике связанную девушку-прокурора. Она рассказывает Майклу, что её похитили, чтобы убить — девушка слишком много узнала о причастности местных полицейских к криминальному бизнесу. В автомобиль с девушкой должен был сесть киллер, но вследствие ошибки автомобиль достался Майклу.

## В ролях
- Пол Уокер — Майкл Вудс
- Наима МакЛин — Рэйчел Шабангу
- Ги Де Виллерс — Детектив Смит
- Лэйла Хайдариан — Анжелика Мур
- Шепо Мазеко — Лейтенант
- Эндриан Мазив — Журналист Бенджи
- Вэлайл Нзуза — Могавк
- Мангализо Нгема — Судья

## Релиз
Фильм вышел в ограниченный прокат США 7 февраля 2013 года, а в России премьера состоялась 2 мая того же года.

### Критика
Фильм набрал 24 % на сайте Rotten Tomatoes на основе 25 обзоров критиков.

### Выход на видео
23 июля 2013 года компания «Arc Entertainment» выпустила фильм в США. 13 июня 2013 года Компания «CP Дистрибуция» выпустила фильм в России на DVD и Blu-Ray. Во многих странах Европы фильм вышел сразу на видео.

## Интересные факты
Весь фильм, за исключением последнего кадра, снят так, что камера либо установлена в салоне автомобиля, либо даёт крупный план салона. Лишь в последнем кадре автомобиль показывается на общем плане автостоянки.